# Saluafata

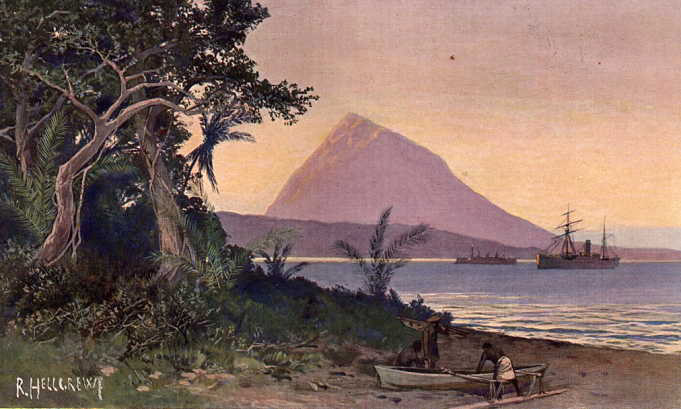
Darstellung des Hafens von Saluafata von 1908

Saluafata ist ein Dorf und Bucht im Norden der samoanischen Insel Upolu.

## Geschichte
Im Deutschen Kolonial-Lexikon von 1920 heißt es zu Saluafata: Saluafáta, große Dorfschaft in Atua, Nordküste von Upolu, Samoa, 6 Stunden östlich von Apia, dessen Riffhafen von Saluafáta übertroffen wird. Wichtig in der deutschen Geschichte Samoas. Landschaftlich schön von Bergen umrahmt; nahe bei Lufilufi.
In Meyers Großem Konversations-Lexikon von 1909 steht zu Saluafata: Saluafata, 2 qkm große, ziemlich geschützte Bucht an der Nordküste der Samoainsel Upolu, sollte mit Apia durch eine Straße verbunden werden und als Kohlenstation dienen.
Das deutsche Kriegsschiff Ariadne besetzte Hafen und Ort Saluafata (sowie auch Falealili an der Südküste der Insel Upolu) am 16. Juli 1878 für das Deutsche Reich. Im Januar 1879 wurde die Besetzung wieder beendet durch den Abschluss eines "Freundschaftsvertrages" mit den örtlichen Herrschern. Damit begann die deutsche Verwicklung in Kolonialkonflikte mit den USA, die im Falle Samoas im Jahre 1899 zur Teilung der Inselgruppe zwischen den beiden Kolonialmächten führte.